# جون غليسون (محامي)
جون غليسون (بالإنجليزية: John Gleeson) هو قاضي ومحامي أمريكي، ولد في 14 يوليو 1953 في ذا برونكس في الولايات المتحدة.